# Works Volume 1
Works Volume 1 je páté studiové album anglické progresivní rockové skupiny Emerson, Lake & Palmer, které vyšlo v roce 1977. Jedná se o dvojité album (2 LP, později na 2 CD) a je rozděleno do čtyř hlavních sekcí.

## Seznam skladeb

### Strana 1: Keith Emerson
1. Piano Concerto No.1

### Strana 2: Greg Lake
1. Lend Your Love To Me Tonight
2. C´est La Vie
3. Hallowed Be Thy Name
4. Nobody Loves You Like I Do
5. Closer To Believing

### Strana 3: Carl Palmer
1. The Enemy God
2. L.A. Nights
3. New Orleans
4. Bach Two Part Invention in D Minor
5. Food For Your Soul
6. Tank

### Strana 4: Emerson, Lake and Palmer
1. Fanfare For The Common Man
2. Pirates